# 法官豁免权
法官豁免權是一種主權豁免，是指法官和其他由司法機關人士不會因其司法行为（如判決）而承担责任。 虽然法官有诉讼豁免权，但在宪政民主国家，司法不当行为或个人不良行为并不完全受到保护。根据不同的司法管辖区，他们可能会因为与决策过程无关的法庭行为而受到刑事指控（例如，开枪打人以及谋杀），上诉法院可能会推翻错误的决定，法官可以被同一或更高一级法院（在美国为司法委员会）的其他法官、通过罢免选举、下一次定期选举或在立法机关弹劾后罢免。